# Türkische Besetzung Nordsyriens

Türkische Eroberungen durch:
Operation Schutzschild Euphrat (2016/17)
Operation Olivenzweig (2018)
Operation Friedensquelle (seit 2019)

Die türkische Besetzung Nordsyriens bezieht sich auf Gebiete Syriens, die während des syrischen Bürgerkriegs seit 2016 von den türkischen Streitkräften und ihren Stellvertretern durch drei Angriffskriege erobert wurden und seither unter ihrer Kontrolle stehen. Die Türkei bezeichnet die besetzten Gebiete als „Sicherheitszone in Nordsyrien“ (türkisch Suriye'de Güvenli Bölge, arabisch الحزام الأمني السوري الشمالي, DMG al-Ḥizām al-amnī as-sūrī asch-schamālī).
Die Region ist ethnisch vielfältig: Sie wird überwiegend von Kurden, Turkmenen, Arabern und Assyrern bewohnt. Vor ihrer türkischen Besetzung waren die Gebiete unter Kontrolle oder Einfluss des De-facto-Staates Rojava. Die türkischen Offensiven richteten sich gezielt gegen Rojava und seine kurdisch dominierte Führung und führten zu schwerwiegenden Menschenrechtsverletzungen wie ethnischer Säuberung gegen die Kurden. Die Türkei will mit diesen Operationen die Etablierung eines „Terrorkorridors“ (tr: terör koridoru) an ihrer südlichen Grenze verhindern.
Beobachter, darunter die meisten deutschen Völkerrechtler, werten die türkischen Militäraktionen als völkerrechtswidrigen Angriffskrieg.

## Verlauf

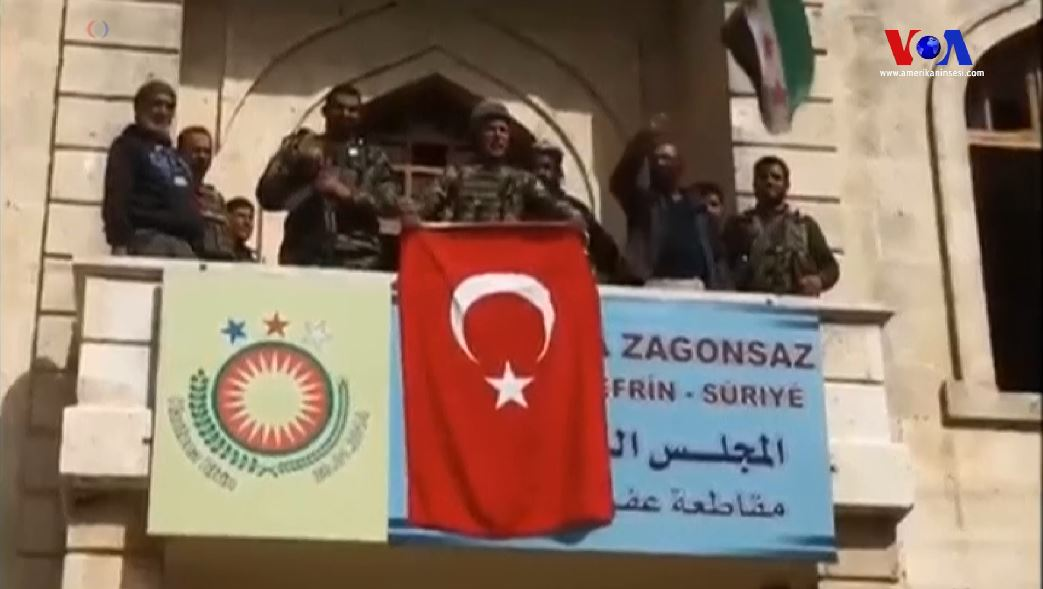
Türkische Soldaten und Kämpfer der SNA im Gebäude der PYD-geführten Afrin-Regierung in Afrin, 18. März 2018

In den Jahren 2016 und 2017 erfolgten zunächst die Türkische Militäroffensive in Nordsyrien 2016/17 und die türkische Militäroffensive im Gouvernement Idlib.
Am 20. Januar 2018 begann offiziell die türkische Militäroffensive auf Afrin. Das Territorium der von der Türkei kontrollierten Region lag Ende September 2018 vollständig in den nördlichen Gebieten des Gouvernement Aleppo, wobei sich die Südspitze des Territoriums 40 Kilometer nordöstlich der Stadt Aleppo befand. Das Territorium grenzte im Süden an das von Rebellen gehaltene Gouvernement Idlib. Nachdem türkische Streitkräfte das Gebiet unter ihre Kontrolle gebracht hatten, wurden gezielt Flüchtlinge aus den südlicheren Provinzen Syriens, sowie arabische Kämpfer in der Region angesiedelt, die teilweise zuvor in die Türkei geflohen waren. Ihnen wurden die Wohnungen und Häuser der zuvor von dort vertriebenen Einwohner (hauptsächlich Jesiden bzw. syrische Kurden) angeboten. Den kurdischen Bewohnern war zuvor von mit der Türkei verbündeten arabischen Milizen ein Bekenntnis zu einem fundamentalistischen Islam im Sinne von ISIS und Al-Qaida abverlangt oder sonst die Todesstrafe angedroht worden. Daher wird der Türkei vorgeworfen, aktiv eine Politik der ethnischen Säuberung in der Region zu betreiben, um so auch einen zusammenhängenden kurdischen Staat im Norden Syriens zu verhindern.
Am 9. Oktober 2019 folgte die nächste türkische Militäroffensive in Nordsyrien. Die Türkei drang in die nördlichen Provinzen Syriens östlich des Euphrats ein.
Auch in den folgenden Jahren gab es regelmäßig Angriffswellen der Türkei mit Dutzenden Todesopfern, so im November/Dezember 2022 mit mindestens 184 Toten, im Oktober 2023 mit mindestens 68 Toten, sowie am 13. Januar 2024.

## Diplomatische Reaktionen
Die Regierung Syriens lehnt die Anfang August 2019 zwischen der Türkei und den USA vereinbarte Sicherheitszone im Norden Syriens als Verletzung ihrer territorialen Integrität ab.
EU-Kommissionspräsident Jean-Claude Juncker verlangte Mitte Oktober 2019 von der Türkei, die Offensive zu beenden; Frankreich kündigte an, eine Sitzung des UN-Sicherheitsrats zu beantragen.